# Twitter, Inc.
Twitter, Inc., је била америчка компанија за друштвене мреже са седиштем у Сан Франциску у Калифорнији. Компанија је управљала друштвеном мрежом Твитер и претходно апликацијом за кратке видео снимке Вајн (Vine) и сервисом за стриминг уживо, Перископ, пре него што се припојио Икс Корпорацији у априлу 2023. године.
Твитер су креирали Џек Дорси, Ноа Глас, Биз Стоун и Еван Вилијамс у марту 2006. и покренут је јула исте године. До 2012 године, више од 100 милиона корисника је објавило 340 милиона твитова дневно, а претраживач је обрађивао у просеку 1,6 милијарди упита за претрагу дневно. Компанија је изашла на берзу у новембру 2013. До 2019. године, Твитер је стекао више од 330 милиона активних корисника месечно.
Дана 25. априла 2022, Твитер је пристао на откуп од 44 милијарде долара од стране Илона Маска, генералног директора СпејсЕкс -а и Тесле, што је један од највећих уговора за приватизовање једне компаније. Маск је 8. јула раскинуо уговор. Акције Твитера су пале, што је довело до тога да су званичници компаније 12. јула тужили Маска пред судом у Делаверу, да би Маск 4. октобра објавио да има намеру да купи компанију како су се и договорили, за 44 милијарде долара, или 54,20 долара по акцији. Споразум је коначно закључен 27. октобра.
Након Масковог преузимања, Твитер је пиримио критике због пораста говора мржње, као и због перципираног системског давања приоритета десно оријентисаном садржају. Његово преузимање ове компаније окарактерисале су велике промене политике, масовна oтпуштања, масовне оставке и драстична промена у култури рада компаније. Након што је  Маск преузео власт, Твитер је спојен са Икс Холдингс-ом, и Твитер тиме је престао да буде независна компанија, уместо тога постао је део Икс Корпорације.

## Историја

### 2006–2007: Стварање и прве реакције
Порекло Твитера лежи у „једнодневном састанку пуном мозгања“ у ком су учествовали чланови одбора компаније за подкастовање Одео. Џек Дорси, тада студент на Универзитету у Њујорку, представио је идеју да појединац користи СМС услугу за комуникацију са малом групом. Рад на пројекту отпочео је 21. марта 2006. године, када је Дорси објавио прву Твитер поруку у 12:50 после подне ПСТ ( УТЦ−08:00 ): „just setting up my twttr“. Први Твитер прототип, који су развили Дорси и извођач радова Флоријан Вебер, коришћен је као интерни сервис за запослене у Одеу. Пуна верзија је јавно представљена 15. јула 2006. У октобру 2006. Биз Стоун, Еван Вилијамс, Дорси и други чланови Одеа су основали Овиус Корпорацију и купили Одео, заједно са његовом имовином—укључујући odeo.com и twitter.com— од инвеститора и акционара. Вилијамс је отпустио Гласа, који је до 2011. крио да има удела у покретању Твитера. Твитер се издвојио у сопствену компанију у априлу 2007.
Прекретница за популарност Твитера је била једна конференција 2007. године, током које је употреба Твитера порасла са 20.000 твитова дневно на 60.000. „Људи из Твитера су паметно поставили два плазма екрана од 60 инча у конференцијске ходнике, искључиво за приказивање порука са Твитера“, приметио је Њузвиков новинар Стивен Леви. „Стотине посетилаца конференције пратиле су једни друге путем сталних твитова. Панелисти и говорници су помињали услугу, а присутни блогери су је хвалили.“  Реакције на конференцији биле су веома позитивне. Блогер Скот Бил рекао је да Твитер "апсолутно влада" конференцијом. Истраживач друштвеног софтвера Дана Бојд рекла је да Твитер "доминира" конференцијом.

### 2007–2022: Раст
У априлу 2012, Твитер је објавио да отвара огранак у Детроиту, са циљем да ради са аутомобилским брендовима и рекламним агенцијама. Твитер је такође проширио свој огранак у Даблину. Твитер је достигао 100 милиона активних корисника месечно у септембру 2011. године, а већ 18. децембра 2012. објављено је да је се број активних корисника месечно дуплирао.
Иницијалну јавну понуду на њујоршкој берзи компанија је добила 7. новембра 2013.
У септембру 2016, акције Твитера су порасле 20% након извештаја да је добио . Потенцијални купци су били Алпхабет (матична компанија Гугла ), Мајкрсофт, salesforce.com, Веризон, и компанија Волта Дизнија . Управни одбор Твитера био је отворен за договор, који је очекиван до краја 2016. Међутим, до договора није дошло, а извештаји из октобра наводе да су сви потенцијални купци одустали делимично из страха због злоупотребе и узнемиравања на Твитер сервису. У јуну 2017. Твитер је обновио своју контролну таблу како би дочарао нови кориснички доживљај.
У априлу 2021, Твитер је објавио да своје афричко седиште поставља у Гани.
У јануару 2022. Твитер је извршио продају МоПуб-а компанији AppLovin. Посао је прво објављен у октобру 2021, а речено је и да је продајна цена изашла на 1,05 милијарди долара.

### 2022. и 2023. година

#### Куповина од стране Илона Маска
Бизнисмен Илон Маск открио је да је 4. априла 2022. купио 9,1% Твитера за 2,64 милијарде долара. Као последица тога, акције Твитера су порасле за чак 27%, а тада су доживеле највећи раст од изласка компаније на тржиште 2013. године. Маск је примљен у одбор Твитера 9. априла, на основу споразума којим му је забрањено да преузме више од 14,9% компаније.
Маск је 14. априла дао непожељну понуду да откупи Твитер за 43 милијарде долара и претвори компанију у приватно власништво.  Он је јавно изјавио да је његова понуда била мотивисана забринутошћу око тога како се управља компанијом, истичући своју забринутост да политика, коју је описао као цензуру, доводи до недостатка слободе говора на платформи. Управни одбор Твитера је 15. априла увео стратегију „отровних пилула“, која би омогућила акционарима да купе додатне акције уколико дође до несагласног преузимања као начина да се блокира преузимање од стране Маска. Да би Маск је 5 дана касније обезбедио 46,5 милијарди долара спонзорства као тендерску понуду, коју је одбор прихватио 25. априла.
Маск је 8. јула објавио да једнострано прекида предложену аквизицију, тврдећи у регулаторном извештају да је Твитер „материјално прекршио“ неколико делова споразума одбијајући да се повинује његовим захтевима за податке о спамбот налогу и отпуштајући високорангиране запослене. Као одговор, председник одбора Твитера Брет Тејлор обећао је да ће покренути правни поступак против Маска на суду у Делаверу са циљем да се куповина заврши. Твитер је 12. јула покренуо тужбу против Маска како би наставио продају силом. Акционари Твитера су 13. септембра 2022. гласали да одобре преузимање компаније од стране Илона Маска.
Дана 4. октобра 2022. саопштено је да је Маск понудио наставак посла по оригиналној понуђеној цени од 54,20 долара по акцији. Договор је закључен 27. октобра 2022. спајањем између Тwitter, Inc. и X Holdings II, Inc, компаније у потпуном власништву X Holdings I, Inc, која је у потпуном власништву Маска, чиме Маск коначно преузима контролу над Твитером, плаћајући 54,20 долара по акцији, или око 44 милијарде долара.

#### После куповине
28. октобра, одмах након Мускове куповине, отпустио је извршног директора Парага Агравала и финансијског директора Неда Сегала. Твитерове акције су суспендоване са тржишта пре отварања Њујоршке берзе следећег дана и скинуте су са листе 8. новембра. Маск је 31. октобра у сигурносној документацији објавио да је распустио управни одбор и да ће бити извршни директор компаније. У јануару 2023. отпустио је и службеницу која га је критиковала.
Твитер је 4. новембра отпустио око половину тадашњих 7.500 запослених, остављајући неколико интерних одељења, укључујући комуникационе и основне инжењерске тимове, без довољно особља. Неки од запослених су касније замољени да се врате, а Твитер је као разлог навео да су „отпуштени грешком“. Неколико садашњих и бивших запослених на Твитеру тужило је компанију због кршења Закона о обавештавању о прилагођавању и преквалификацији радника из 1988. због пропуста да се обезбеди 60-дневно обавештење пре масовног отпуштања.
Највиши руководиоци за безбедност, усклађеност, уређивање садржаја и руководиоци продаје дали су оставке јер је Маск изјавио да запослени морају или да раде дуже или да дају отказ у компанији. Маск је 16. новембра издао "ултиматум" свим преосталим запосленима на Твитеру упозоравајући их да могу очекивати "дуге, интензивни сате рада" ако одлуче да остану. Одлуку о томе им је речено да донесу до следећег дана, да би тада извори за вести јавили да је велики број запослених напустио компанију истог дана. The Verge је известио да је више критичних инжењерских тимова „потпуно или скоро потпуно дало оставке“, повећавајући интерни страх од Твитеровог колапса.
У року од недељу дана од Маскове аквизиције и накнадне унутрашње нестабилности компаније, укључујући отпуштања Твитерових тимова за поверење и безбедност, велики оглашивачи, као што су General Mills, Pfizer, Volkswagen, and General Motors најавили су паузу у оглашавању на Твитеру. Рекламне агенције,  нпр. ИПГ и Омником Медиа Груп, саветовале су клијенте да привремено паузирају трошкове оглашавања на Твитеру све док платформа не буде могла у довољној мери да обезбеди бригу за безбедност бренда. Страховање због повећаног говора мржње натерало је оглашиваче да оду у великом броју. Налози имитатора су се повећали након грешака у шеми "плаве квачице" за верификоване кориснике које изазивају забринутост. Маск је рекао да Твитер доживљава „огромни пад прихода“ што узрокује губитке од 4 милиона долара дневно, што је приписао „активистичким групама које врше притисак на оглашиваче“, додајући да „ништа не ради на томе“ да намами оглашиваче назад.
Према извештају Меdia Matters for America из новембра 2022. године, Твитер је изгубио половину својих 100 најбољих оглашивача, који су те године дали 750 милиона долара на своје огласе. Фирма за истраживање оглашавања Standard Media Index саопштила је да је потрошња оглашивача на Твитеру опала за 55% у новембру у односу на прошлу годину, а за 71% у децембру, упркос томе што су ти празнични месеци обично били примамљивији за оглашавање.
До децембра 2022. године, канцеларија Маскове породице покушала је да приватно прода нове акције процењене по њиховој првобитној цени при куповини од 54,20 долара, усред превирања међу корисницима и оглашивачима, и приближавању отплате дуга. Масков финансијски менаџер написао је инвеститорима да је последњих недеља ова породична канцеларија примила „бројне захтеве за улагање у Твитер“. Вол Стрит Журнал је у јануару 2023. известио да су вођени разговори о прикупљању до 3 милијарде долара за отплату неких од 13 милијарди долара банкарског дуга насталог при споразуму, што укључује премосни зајам од 3 милијарде долара са високом каматном стопом. Маск је демантовао извештај, рекавши да „корпоративне медијске марионете очигледно имају своја наређења да пишу хит комаде о њему ових дана“.
Након што је Илон Маск преузео ову платформу за друштвене медије, амерички Национални јавни радио је у априлу 2023. означен као „медији који су верни држави САД“, ознака „која је обично резервисана за стране медије који представљају званичне ставове владе, попут руских РТ и кинеска Синхуа“. Овај потез Твитера изазвао је контроверзу и оптужбе за наклоњеност прорепубликанској партији. У изјави за Верајети, председник и извршни директор НЈР-а Џон Ленсинг осудио је ову одлуку.
Twitter, Inc. је спојен са  X Corp. у априлу 2023. године.

## Услуге

### Твитер
Твитер је услуга друштвене мреже на којој корисници шаљу и одговарају јавно или приватно текстове, слике и видео записе познате као „твитови“.

### Некадашње услуге

#### Вајн (Vine)
5. октобра 2012. Твитер је купио компанију за видео клипове под називом Вине која је покренута у јануару 2013. Твитер је 24. јануара 2013. објавио Вине као самосталну апликацију која омогућава корисницима да праве и деле видео клипове у трајању од шест секунди. Вине видео снимци који се деле на Твиттер-у видљиви су директно у Твиттер фидовима корисника. Твитер је 27. октобра 2016. објавио да ће онемогућити сва отпремања, али да ће гледање и преузимање наставити да функционишу. Твитер је 20. јануара 2017. покренуо интернет архиву свих видео снимака Винеа који су икада били објављени. Архива је званично укинута у априлу 2019.

#### Перископ
Твитер је 13. марта 2015. објавио куповину Periscope-а, апликације која је омогућавала пуштање видео записа уживо. Перископ је покренут 26. марта 2015. Због опадања употребе, поновног усклађивања производа и високих трошкова одржавања, услуга је прекинута 31. марта 2021. Међутим, претходни Periscope видео снимци се и даље могу гледати преко Твитера и већина његових основних функција је сада уграђена у апликацију.

## Финансије
За фискалну годину 2021, последњу пре него што је приватизован, компанија је пријавила губитак зараде од 221 милиона, са годишњим приходом од 5,1 милијарде долара. Од ИЈП-е, Твитер је остварио профит у две од осам година.
| Година | Приход </br> у мил. УС$ | Нето приход </br> у мил. УС$ | Укупна актива </br> у мил. УС$ | Запослени |
| ------ | ----------------------- | ---------------------------- | ------------------------------ | --------- |
| 2010   | 28                      | −67                          | Н/Д                            |           |
| 2011   | 106                     | −164                         | Н/Д                            |           |
| 2012   | 317                     | −79                          | 832                            | 2.000     |
| 2013   | 665                     | −645                         | 3,366                          | 2,712     |
| 2014   | 1,403                   | −578                         | 5,583                          | 3,638     |
| 2015   | 2,218                   | −521                         | 6,442                          | 3,898     |
| 2016   | 2,530                   | −457                         | 6,870                          | 3,583     |
| 2017   | 2,443                   | −108                         | 7,412                          | 3,372     |
| 2018   | 3,042                   | 1,206                        | 10,163                         | 3,900     |
| 2019   | 3,459                   | 1,466                        | 12,703                         | 4,900     |
| 2020   | 3,716                   | −1,136                       | 13,379                         | 5,500+    |
| 2021   | 5,077                   | −221                         | 14,060                         | 7,500+    |

### Финансирање
Твитер је прикупио преко 57 долара милиона од финансирања раста ризичног капитала, иако тачне бројке никада нису јавно објављене. Прва рунда финансирања Твитера била је за неоткривени износ за који се прича да је био између 1 милиона долара и 5 милиона долара. Његова друга рунда финансирања у 2008. била је 22 милиона долара , а трећа рунда финансирања у 2009. износила је 35 милиона долара од Институтионал Вентуре Партнерс и Бенцхмарк Цапитал заједно са неоткривеним износом од других инвеститора укључујући Union Square Ventures, Spark Capital и Insight Venture Partners. Твитер подржава и Безос Екпедишнс .
Компанија је прикупила 200 долара милиона новог ризичног капитала у децембру 2010. године, по вредности од приближно 3,7 милијарде долара. У августу 2010. Твитер је најавио „значајну“ инвестицију коју је предводила Digital Sky Technologies која је, по цени од 800 милиона долара, саопштено је да је то највећи такав подухват у историји. У децембру 2011, саудијски принц Алвалид бин Талал уложио је 300 милиона долара на Твитеру. Компанија је процењена на 8,4 милијарди долара у то време.

### Лансирање акција и пореска питања
Твитер је 12. септембра 2013. објавио да је поднео папире америчкој комисији за хартије од вредности пре планираног листирања на берзу. Открили су свој проспекат у документацији на 800 страница. Твитер је планирао да прикупи милијарду долара као основу за свој деби на берзи. У пријави иницијалне јавне понуде (ИПО) стоји да „200.000.000+ месечно активних корисника“ приступа Твитеру и „500.000.000+ твитова дневно“ се објављује. У амандману на њихову SEC С-1 пријаву од 15. октобра 2013, Твитер је објавио да ће бити листиран на Њујоршкој берзи (НИСЕ), поништавајући спекулације да ће се њиховим акцијама трговати на НАСДАК берзи. Ова одлука је широко виђена као реакција на погрешну иницијалну јавну понуду Фејсбука. Дана 6. новембра 2013. 70 милиона акција  по цени од по 26 америчких долара и издао их је водећи осигуравач Голдман Сачс.
7. новембра 2013, првог дана трговања на НИСЕ, акције Твитера су отворене на 26,00 долара и затворене на 44,90 долара, што је компанији дало процену од око 31 милијарде долара. Сходно томе, руководиоци и рани инвеститори су незнатно повећали свој капитал, укључујући суосниваче Вилијамса и Дорсија који су добили суму од 2,56 милијарди долара и 1,05 милијарди долара, док је Костолово плаћање износило 345 милиона долара. Твитер је 5. фебруара 2014. објавио своје прве резултате као јавно предузеће, показујући нето губитак од 511 милиона долара у четвртом кварталу 2013.
У новембру 2017. Рајски папири, скуп поверљивих електронских докумената који се односе на офшор улагања, открили су да се Твитер налази међу корпорацијама које су избегавале плаћање пореза користећи офшор компаније. Касније је Њујорк тајмс објавио да је руско-амерички милијардер Јуриј Милнер имао снажну подршку Кремља за своја улагања у Фејсбук и Твитер.